# Jonathan Hodgson
Jonathan Hodgson, né en 1960, est un réalisateur d'animation britannique, fondateur de la société de production Hodgson Films, pour laquelle il a réalisé plusieurs courts métrages, et vainqueur à 2 reprises du BAFTA du meilleur court-métrage d'animation.

## Biographie
Jonathan Hodgson a étudié à Liverpool Polytechnic et au célèbre Royal College of Art, avant de devenir animateur indépendant. Certains de ses films d'étudiant ont marqué les esprits à l'époque, particulièrement Night Club qui est régulièrement projeté dans des rétrospectives de l'animation britannique des années 1980,.
Il acquiert un prestige important pendant les années 1990, culminant par la victoire d'un BAFTA du meilleur court-métrage d'animation en 2000 pour son film The Man With The Beautiful Eyes, adapté d'un poème de Charles Bukowski. Le film remporte par ailleurs plusieurs prix internationaux majeurs, à Toronto, à Dresde et à Amiens.
Proposant régulièrement des conférences sur l'animation, il devient en 2008 le responsable du programme animation à l'Université du Middlesex, tout en continuant à travailler sur comme directeur d'animation sur des films de télévision ou à réaliser des films autoproduits et des clips vidéos.
En 2015, il lance le projet d'un film sur une histoire autobiographique basée sur des événements de ses années d'étude, Roughhouse. Le film entre en production en 2017 et sort en 2018, éveillant l'intérêt du milieu de l'animation. Le film a sa première internationale au Festival international d'Édimbourg.
Depuis, le film a remporté le BAFTA du meilleur court-métrage d'animation en 2019 et fait par ailleurs partie des 10 courts-métrages présélectionnés pour les Césars 2020 ,.
Le film a, par ailleurs, remporté plusieurs prix internationaux, en particulier à Rhode Island.

## Filmographie

### Courts-métrages
| Année | Titre du film                      | Rôles tenus par l'auteur                                                        |
| ----- | ---------------------------------- | ------------------------------------------------------------------------------- |
| 1983  | Night Club                         | réalisation, scénario, montage, création graphique, décors et animation         |
| 1984  | Menagerie                          | réalisation, scénario, montage, création graphique, décors et animation         |
| 1985  | Train of Thought                   | réalisation, scénario, montage, création graphique, décors et animation         |
| 1987  | The Doomsday Clock                 | réalisation, scénario, montage, création graphique, décors et animation         |
| 1997  | Feeling My Way                     | réalisation, scénario, montage, création graphique, décors et animation         |
| 1999  | The Man With The Beautiful Eyes    | réalisation, scénario, montage et animation                                     |
| 2001  | Camouflage                         | réalisation, scénario, montage, création graphique et animation                 |
| 2004  | Diesel - Where Is He?              | réalisation, scénario, montage, création graphique, animation et décors         |
| 2006  | Forest Murmurs                     | réalisation, scénario, montage, création graphique, animation et décors         |
| 2012  | The Banana Massacre                | réalisation, scénario, montage, création graphique, animation et décors         |
| 2012  | Mostafaei: End the Death Penalty   | réalisation, scénario, montage, création graphique, animation et décors         |
| 2013  | Guantanamo Bay: The Hunger Strikes | réalisation, scénario, montage, création graphique, animation et décors         |
| 2014  | Meron’s Story                      | réalisation, scénario, montage, création graphique, animation et décors         |
| 2015  | What Comes After Religion          | réalisation, scénario, montage, création graphique, animation et décors         |
| 2018  | Roughhouse                         | réalisation, scénario, montage, création graphique, décors, décors et animation |

### Films TV
| Année | Titre du film                           | Rôles tenus par l'auteur |
| ----- | --------------------------------------- | ------------------------ |
| 2008  | Age of Stupid                           | directeur d'animation    |
| 2010  | Wonderland: The Trouble with Love & Sex | directeur d'animation    |

### Clips vidéos
| Année | Titre du film       | Rôles tenus par l'auteur                         |
| ----- | ------------------- | ------------------------------------------------ |
| 2017  | Hard To Say Goodbye | montage, création graphique, animation et décors |
| 2017  | Birmingham          | montage, création graphique, animation et décors |